# Zemský okres Vysoký Taunus
Zemský okres Vysoký Taunus (německy Hochtaunuskreis) je zemský okres v německé spolkové zemi Hesensko, ve vládním obvodu Darmstadt. Sídlem správy zemského okresu je město Bad Homburg vor der Höhe. Má přibližně 237 tisíc obyvatel. 

## Města a obce
| Města: 1. Bad Homburg vor der Höhe 2. Oberursel 3. Friedrichsdorf 4. Königstein im Taunus 5. Kronberg im Taunus 6. Usingen 7. Neu-Anspach 8. Steinbach (Taunus) | Obce: 1. Glashütten 2. Grävenwiesbach 3. Schmitten im Taunus 4. Wehrheim 5. Weilrod |